# Mesosa subfasciata
Mesosa subfasciata là một loài bọ cánh cứng trong họ Cerambycidae.